# Вахромеевы (купеческий род)
Вахрамеевы — ярославский купеческий род, оставивший после себя большое наследие в экономике и культуре.

## История рода
Род Вахрамеевых был одним из старейших и самых влиятельных купеческих родов в Ярославле. Его корни уходили в далёкое прошлое, когда первые представители семьи занимались торговлей на реке Волге.
Первым известным представителем рода Вахрамеевых был Иван Вахрамеев, который в XIX веке был известен как успешный торговец и владелец крупного коммерческого предприятия в Ярославле. Он был известен своими торговыми сделками и умением вести успешное дело.
Постепенно род Вахрамеевых стал одним из самых богатых и влиятельных в городе. Они владели несколькими крупными торговыми компаниями, имели собственные склады, дома для торговли и жилища, а также имели значительное влияние на экономическую жизнь Ярославля.
Семья Вахрамеевых была известна своими благотворительными акциями и участием в общественной жизни города. Они участвовали в строительстве церквей, больниц, школ, и поддерживали различные благотворительные организации.
Однако с приходом советской власти род потерял свое влияние. Многие из богатств были национализированы, а члены семьи стали переселяться в другие города.
В настоящее время потомки рода Вахрамеевых продолжают жить и работать в различных областях России, сохраняя память о своих предках и их вкладе в историю Ярославля.

## Представители
Фамилия Вахрамеевы изначально произошла от имени родоначальника Андрея Федоровича Вахрамеева.

### Вахрамеев, Андрей Фёдорович
Как и многие купцы своего времени, Андрей Фёдорович Вахрамеев был активным участником общественной жизни города. Он принимал участие в городских собраниях, занимал различные должности и участвовал в благотворительных и общественных мероприятиях.

### Вахрамеев, Фёдор Евграфович
Фёдор Евграфович Вахрамеев был выдающимся купцом из Ярославля в XIX веке. Он был представителем древнего и заметного рода купцов, который имел значительное влияние в экономической жизни города.
Фёдор Евграфович Вахрамеев родился в богатой купеческой семье и унаследовал успешное коммерческое дело от своих предков. Изначально он занимался торговлей местными товарами, такими как зерно, меха, лён и другие товары. Однако, впоследствии его бизнес расширился, и он стал торговать с другими городами, а также экспортировать товары за границу.
Фёдор Вахрамеев был известен своей предприимчивостью, коммерческим талантом и умением находить новые пути для развития своего бизнеса. Он был уважаемым членом купеческой гильдии и активно участвовал в общественной жизни города. Он также был известен своими благотворительными акциями, поддерживая церкви, больницы и образовательные учреждения.
Фёдор Евграфович Вахрамеев также был известен своим вкладом в повышение культурного уровня в Ярославле. Он был поклонником и покровителем искусства, поддерживая различные художественные и культурные инициативы.
После Октябрьской революции 1917 года и прихода к власти большевиков, жизнь Фёдора Евграфовича Вахрамеева и его семьи изменилась. Его богатство было конфисковано, а сам он был вынужден эмигрировать из страны.

### Вахрамеев, Михаил Евграфович
Был известен в городе как гласный городской Думы. У него и его жены Екатерины Васильевны родились сыновья Андрей (22 мая 1861 года), Евграф (13 октября 1868 года) и Василий (умер подростком в 1885 году), дочери Александра, Ираида и Анна.

### Вахрамеев, Николай Николаевич
Он владел свинцово-белильным заводом (после национализации — «Победа рабочих», ныне — «Русские краски») и табачной фабрикой, был гласным Ярославской городской думы, занимал пост председателя биржевого комитета Ярославля торговой биржи с момента её учреждения, на устройство которой пожертвовал две тысячи рублей.

### Вахрамеев, Андрей Николаевич
Андрей Николаевич Вахрамеев вёл активную коммерческую деятельность, участвуя в различных торговых предприятиях и финансовых инвестициях. Как предприниматель, он внёс существенный вклад в развитие торговой деятельности и промышленности региона Ярославской области.
Очень вероятно, что благодаря своим коммерческим успехам, Андрей Николаевич Вахрамеев стал признанным меценатом и благотворителем, поддерживая культурные и общественные инициативы, а также внося вклад в благоустройство города.

### Вахрамеев, Всеволод Андреевич
Прошел обучение на геолого-разведочном факультете Всесоюзного заочного индустриального института. Окончив учебное заведение в 1938 году, получил специальность горного инженера. Затем принимал активное участие в деятельности Геологического института Академии наук СССР. В 1944 году защитил кандидатскую диссертацию на тему: «Континентальные мезозойские отложения западной части Каменского района и характер бокситоносности». В 1952 году защитил докторскую диссертацию, посвящённую стратиграфии и ископаемым флорам континентальных отложений Западного Казахстана. В знак признания его деятельности, в 1967 году было присвоено звание профессора.

### Вахрамеев, Иван Александрович

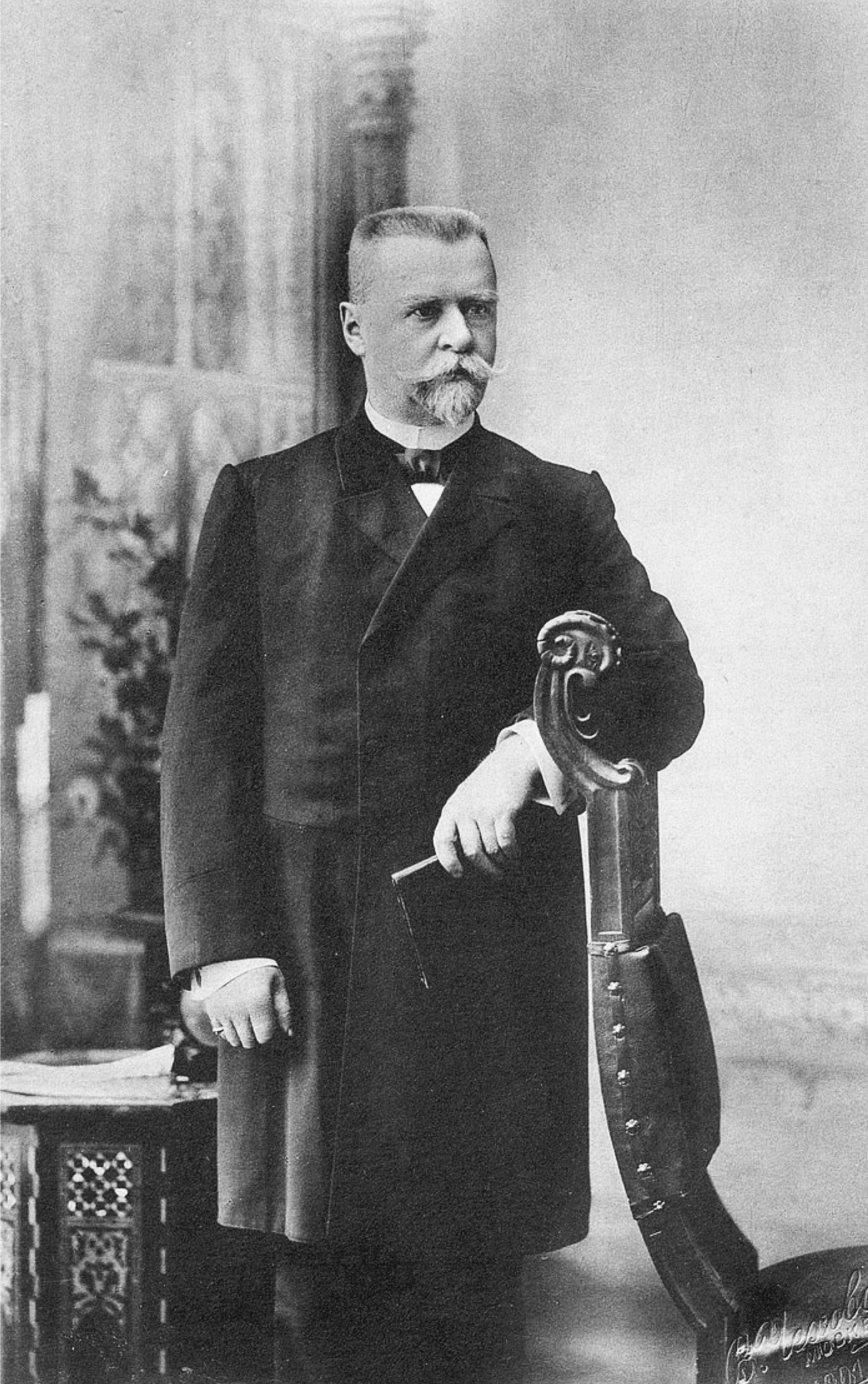
Вахрамеев, Иван Александрович

Вахрамеев Иван Александрович был известен как ведущий общественный деятель Ярославля второй половины XIX—XX веков. Он многократно занимал пост гласного ярославской городской думы, а также занимал должность ярославского городского головы. Своей активностью он содействовал внедрению водопровода, электростанции и трамвайной системы, перекладыванию асфальта на центральных улицах города. В период с 1899 по 1904 годы Иван Александрович выделял крупные суммы на реставрацию церкви Ильи Пророка. Он сумел привлечь ведущих реставраторов страны, проведя работы без нарушения богослужений. Иван Александрович также был одним из основателей Ярославской губернской архивной комиссии, выпускавшей Труды комиссии. Кроме того, его статьи публиковались издательством Московского археологического общества. После смерти Ивана Александровича осталась обширная коллекция книг, которую он завещал историческому музею в городе Москва.

### Вахрамеев, Павел Николаевич
Павел Николаевич Вахрамеев (1888—1928) вступил в брак с Верой Александровной Графф, дочерью управляющего имения Павловское. У них появилась дочь Татьяна (родилась в 1913 году). Впоследствии Павел Николаевич развелся с женой и по случаю революции поселился в Ярославле на Туговой горе. На данный момент потомки Павла Николаевича всё ещё проживают в своём родном городе Ярославле.

## Память
Купцы Вахрамеевы из Ярославля оставили след в истории города. Их вклад в развитие экономики, торговли и общественной жизни Ярославля запечатлён в различных источниках и памятниках.
Одним из примеров памяти о купцах Вахрамеевых является существование их бывших торговых домов и предприятий в городе Ярославле, которые долгое время служили символами их бизнеса и влияния. Некоторые из них могут быть до сих пор видны в архитектуре Ярославля или использоваться в других целях.
Кроме того, история купцов Вахрамеевых может быть отражена в местных архивах, музеях или исторических коллекциях города. Там можно найти документы, фотографии, предметы или другие материалы, связанные с их деятельностью и вкладом в развитие Ярославля.
Наконец, история и достижения купцов Вахрамеевых могут быть известными местным жителям и исследователям истории города. Они могут упоминаться в книгах, статьях или других источниках, которые рассказывают о богатой истории купечества и предпринимательства в Ярославле.

## В культуре
Купеческие роды, такие как Вахрамеевы, имели значительное влияние на общественную и культурную жизнь в России. В частности, культурное влияние купцов проявлялось в их спонсорской деятельности в отношении искусства, образования и благотворительности. Ярославль, как и другие российские города, имел свои купеческие семьи, оказывавшие значительное влияние на развитие социальной и культурной среды. Они способствовали строительству и реставрации церквей, училищ, больниц, а также финансово поддерживали местные художественные и культурные проекты. Они также могли быть меценатами и спонсорами театров, музеев и других культурных учреждений.

## История фамилии Вахрамеевых
В период с XVII по XIX век фамилия Вахрамеевых, подобно многим другим купеческим родам, внесла существенный вклад в торговлю, промышленность и культурную жизнь на просторах Российской империи. Она ассоциировалась с предпринимательством, торговлей северными и другими регионами, а также с развитием торговых связей и торговых предприятий.